# عباس الطرابيلي
عباس الطرابيلي (11 يناير 1936 - 12 مارس 2021) هو كاتبٌ ومؤرخٌ مصري، كان قد وضع عددًا من المؤلفات، كما عمل رئيسًا لتحرير جريدة الوفد وكاتبًا في صحيفة المصري اليوم.

## حياته
وُلد عباس الطرابيلي في محافظة دمياط بتاريخ 11 يناير (كانون الثاني) 1936 ميلاديًا. تزوج فيما بعد وله أربعة أبناء. كتب عددًا من المؤلفات، ومنها: أحياء القاهرة المحروسة، غرائب الأسماء المصرية والعربية، من أقصى الغرب إلى أقصى الشرق، شوارع لها تاريخ سياحة في عقل الأمّة، أزمة الخليج واستراتيجية الأمن العربي، وغيرها.

## وفاته
تُوفي عباس الطرابيلي بتاريخ 12 مارس (آذار) 2021 عن عمرٍ ناهز 85 عامًا؛ وذلك إثر إصابته بكوفيد-19، حيث كان قد نُقل إلى مستشفًى للعزل يوم 2 مارس (آذار) 2021 بسبب تدهور حالته الصحية.
نعته وزارة الدولة للإعلام في مصر على لسان الوزير أسامة هيكل عبر موقع تويتر، حيث ذكرت: «تلقيت ببالغ الحزن والأسى نبأ وفاة الكاتب الصحفي الكبير عباس الطرابيلي، أحد أساتذتي الذين شرفت بالعمل تحت رئاستهم وتعلمت منهم الكثير. رحم الله الفقيد رحمة واسعة، وأسكنه فسيح جناته، وألهم أسرته الصبر والسلوان"».